# الفرع الأذني للشريان القذالي
يغذي الشريان الأذني المتفرع من الشريان القذالي الجزء الخلفي لصيوان الأذن، وغالبًا ما يعطي فرعًا يدخل الجمجمة خلال ثقب الخشاء والذي يغذي الأم الجافية وخلال اللوحتين وخلايا الخشاء. في بعض الأحيان ينشأ هذا الفرع من الشريان القذالي ويسمى بفرع الخشاء.